# Голштино-фризская (порода коров)
Голшти́нская поро́да — порода крупного рогатого скота молочного направления высокой продуктивности. У коров рога больше, чем у быков. Является самой распространённой породой молочного скота в мире, опережая по численности джерсейскую породу.

## История
Голштинская порода была создана в США и Канаде в результате селекции голландской чёрно-пёстрой породы коров по продуктивности. Пионером разведения голландского скота в Америке был Уинсроп У. Ченери (англ. Winthrop W. Chenery) из Бельмонта (штат Массачусетс). История породы начинается с 1852 года, когда Ченери купил голландскую корову у капитана нидерландского судна. В связи с высокой продуктивностью и хорошими адаптационными способностями этот скот получил широкое распространение в Северной Америке.
В отличие от Голландии и других европейских стран, разводивших чëрно-пëстрый скот, в США и Канаде его совершенствовали главным образом по величине удоя и живой массе при слабом отборе по жирномолочности.
15 марта 1871 года было организовано Общество селекционеров по разведению голштино-фризского скота, президентом которого стал Уинсроп Ченери. К 1872 году чёрно-пёстрый скот уже разводили в 12 штатах, в том же году была выпущена первая племенная книга голштино-фризской породы крупного рогатого скота. С 1983 года в США и Канаде породу стали называть голштинской (англ. Holstein).

## Распространение
В России распространена в Центральном, Северо-Западном, Южном, Приволжском, Уральском, Сибирском и Дальневосточном федеральных округах.
Большинство отечественных пород — чëрно-пëстрая, холмогорская, ярославская — имеют тенденцию к сокращению, тогда как поголовье голштинского скота в стране динамично увеличивается: в 2015 году насчитывалось 170 тыс. голов этой породы, а в 2020-м — уже более 300 тыс. Импорт голштинов достиг 96 % от общих объёмов ввоза племенного КРС. В ряде регионов голштинская порода уже стала доминирующей, что обусловлено более высокой молочной продуктивностью этого скота — 9,3 тыс. кг молока от одной коровы (по данным 2020 года). Для сравнения, симментальская порода гарантирует 5,4 тыс. кг, а черно-пестрая — 7,5 тыс. кг. Существует риск исчезновения ввиду непопулярности в молочной отрасли и отсутствия грамотной селекционной работы отечественных пород молочного КРС: бестужевская, истобенская, красная горбатовская, суксунская, тагильская, кавказская бурая породы, а также якутский скот.
На Урале голштины хорошей рентабельности не дают, поэтому там разводят преимущественно черно-пестрый скот, который более приспособлен к климатическим условиям региона, где пастбищный период очень короткий. Так, в племенных организациях Свердловской области средний удой за лактацию достигает 8,8 тыс. кг на одну корову черно-пестрой породы..
За 2020 год в Россию из 9 стран ввезено 36 787 племенных нетелей голштинской породы, в основном из Дании, Германии и Венгрии. Лидирует племенной скот североевропейской селекции, поставляемый из Дании: 13 169 голов, или 35,8 % от ввозимого объёма. Голштинский скот датской селекции обладает отличительными особенностями: низкий уровень инбридинга, крепкое здоровье, высокая фертильность, небольшая живая масса, лучшая конверсия корма в сырое молоко..
Доля поголовья скота голштинской породы в племенных хозяйствах РФ в общей структуре КРС племенных хозяйств увеличилась до 25 %. Разведением голштинской породы занимаются племенные заводы и племенные репродукторы. Ключевыми игроками российского рынка среди племенных заводов являются ООО «ЭкоНиваАгро» и АО «фирма АК им. Н. И. Ткачева» (лидеры по поголовью коров голштинской породы, доли в общем объёме рынка 16 % и 13 % соответственно). Среди племенных репродукторов первое место занимает ООО «Калужская Нива» (10 %)..
Сейчас[когда?] в Германии самая большая в мире популяция племенных коров голштинской породы — свыше 1,8 миллиона (69 %), порода составляет 53 % от общего поголовья и является самой значимой породой в молочном скотоводстве Германии. Вот уже более 30 лет самая высокая молочная продуктивность коров в Германии у Оснабрюкской Ассоциации племенного животноводства. За 305 дней лактации в 2018 году она составила 10 318 кг молока, содержание жира в молоке — 3,99 %, белка — 3,44 %. В Оснабрюке — самая высокая плотность коров с пожизненной продуктивностью свыше 100 000 кг, самый высокий генетический уровень и концентрация племенных животных в Германии, средняя продуктивность по хозяйству более 13 000 кг, среди первотелок более 15 000 кг, среди всех коров более 19 000 кг, наивысшая пожизненная продуктивность свыше 175 000 кг..

## Характеристика
Голштинская порода выделяется среди других молочных пород очень крупным телосложением. Живая масса быков — до 1 200 кг. Высота в холке быков 160 см, коров 150 см, у первотелок 137 см, с глубиной груди 80 см, шириной 55 см. Живая масса бычков при рождении 45 кг, телок 38-40 кг. Живая масса коров-первотелок до 650 кг, взрослых животных — до 750 кг. Ставится задача доведения средней живой массы до 800—850 кг.
Большинство животных голштинской породы имеет черно-пеструю масть. Встречается также красно-пестрая масть, являющаяся рецессивной формой. Ранее от таких животных старались избавиться. С 1971 года красно-пёстрые животные учитываются как племенные, а с 1998 года как отдельная порода.
У голштинских коров хорошо выражены молочные формы, менее развита мускулатура по сравнению с другим европейским черно-пестрым скотом.
Вымя у коров объемистое, широкое, прочно прикреплено к брюшной стенке. Более 95 % коров имеют чашеобразную форму вымени. Индекс вымени — 48-50 %, скорость молокоотдачи — не менее 2,5 кг/мин, предпочтение при отборе отдается животным, имеющим интенсивность молокоотдачи 3,0 кг/мин и более.

## Продуктивность
Голштинская порода, обладая высоким удоем за лактацию, уступает другим породам по качественным параметрам молока, длительности продуктивного периода, плодовитости, требованиям к условиям содержания. Молоко пригодно для производства в основном мягких и свежих сыров (типа моцарелла). Показатели продуктивности голштинской черно-пестрой породы различны в отдельных странах, так как имеются существенные отличия по целям разведения, климатическим и кормовым условиям. Наиболее высокий средний удой в Израиле (свыше 10000 кг), хотя жирность молока не превышает 3-3,2 %, содержание белка — около 3 %. В США и Канаде удой коров голштинской породы несколько ниже, но содержание жира — 3,6-3,7, белка — 3,1-3,2 %.
В России на племзаводах средний удой на корову 7 340 кг молока жирностью 3,8 % (черно-пестрая масть), голштины красно-пестрой масти — 4153 кг жирностью 3,96 %.
На 2022 год ориентир продуктивности породы (черно-пестрая масть) не хуже: 9 000 кг молока, содержание жира — 3,8 %, содержание белка — 3,3 %. Лучшие показатели у четырёх линий: Вис Бэк Айдиал 1013415, Рефлекшн Соверинг 198998, Монтвик Чифтейн 95679 и Силинг Трайджун Рокит 252803. Современные достижения генетиков позволили вдвое ускорить улучшение продуктивности стада за счет использования сексированного семени самых лучших быков
В 2018 году корова Каприза 953, живущая в племенном хозяйстве «Рабитицы» Волосовского района Ленинградской области, стала самой молочной коровой голштинской породы в России, за 305 дней надой составил 19.254 кг.
С каждым годом увеличивается количество коров с удоем свыше 19 тыс. кг молока. В 2019 году таких коров было 9. Это происходит за счет увеличения генетического потенциала и улучшения условий содержания и кормления. В 2020 году рекордный удой был получен в АО ПЗ «Гомонтово» Ленинградской области. От коровы Зарница 1555 за 305 дней третьей лактации было получено 20 580 кг молока с содержанием жира — 3,69 % и содержанием белка — 3,30 %. При этом количество молочного жира составило 758,5 кг, молочного белка — 678,6 кг.
Максимальная пожизненная продуктивность отмечена у коровы голштинской породы Слезинки 20 (принадлежит АО ПЗ «Гражданский» Ленинградской области), которая за 10 лактаций дала 122 397 кг молока при суммарном выходе жира и белка 8 751,9 кг.
Мясные качества хорошие. Убойный выход 50-55 %.